# Roháč obecný
Roháč obecný (Lucanus cervus) je nejznámější představitel brouků z čeledi roháčovitých a největší brouk Evropy.

## Výskyt
Žije v dutinách starých stromů a v mrtvých pařezech v lesích a hájích. S odstraňováním starých stromů a pařezů mizí i přirozené prostředí a zdroj obživy tohoto brouka. Snižuje se tak populace roháče obecného, ale i ostatních druhů brouků žijících ve stejném prostředí a roháč obecný se tak dostává na světový seznam ohrožených druhů.
V České republice byl rozšířen v listnatých lesích po celém území, dnes je však jeho výskyt lokalizován do několika oblastí. Nejhojněji se pak vyskytuje na jižní Moravě.

## Biologie

### Larva
Larvy, které mají tvar podobný písmeni „C“, jsou slepé a živí se rozkládajícím se dřevem pařezů, starých stromů a keřů, hnijících kůlů plotů v kompostových hromadách a listovkách. Larvy mají měkké, krémově zbarvené průsvitné tělo se šesti oranžově zabarvenýma nohama a oranžovou hlavou, na které se vyjímají ostrá, hnědě zbarvená kusadla.
Na svých nohách mají larvy kartáčky, které používají pro komunikaci (tzv. stridulaci) s ostatními larvami stejného druhu. Larva prochází několika fázemi vývoje a po 4 až 6 letech se zakukluje. Entomolog Charlie Morgan koncem 70. let objevil, že kukla roháče žije asi tři měsíce v půdě a v létě se vylíhne dospělý brouk, který se odlétá pářit s jedincem opačného pohlaví.

### Dospělci

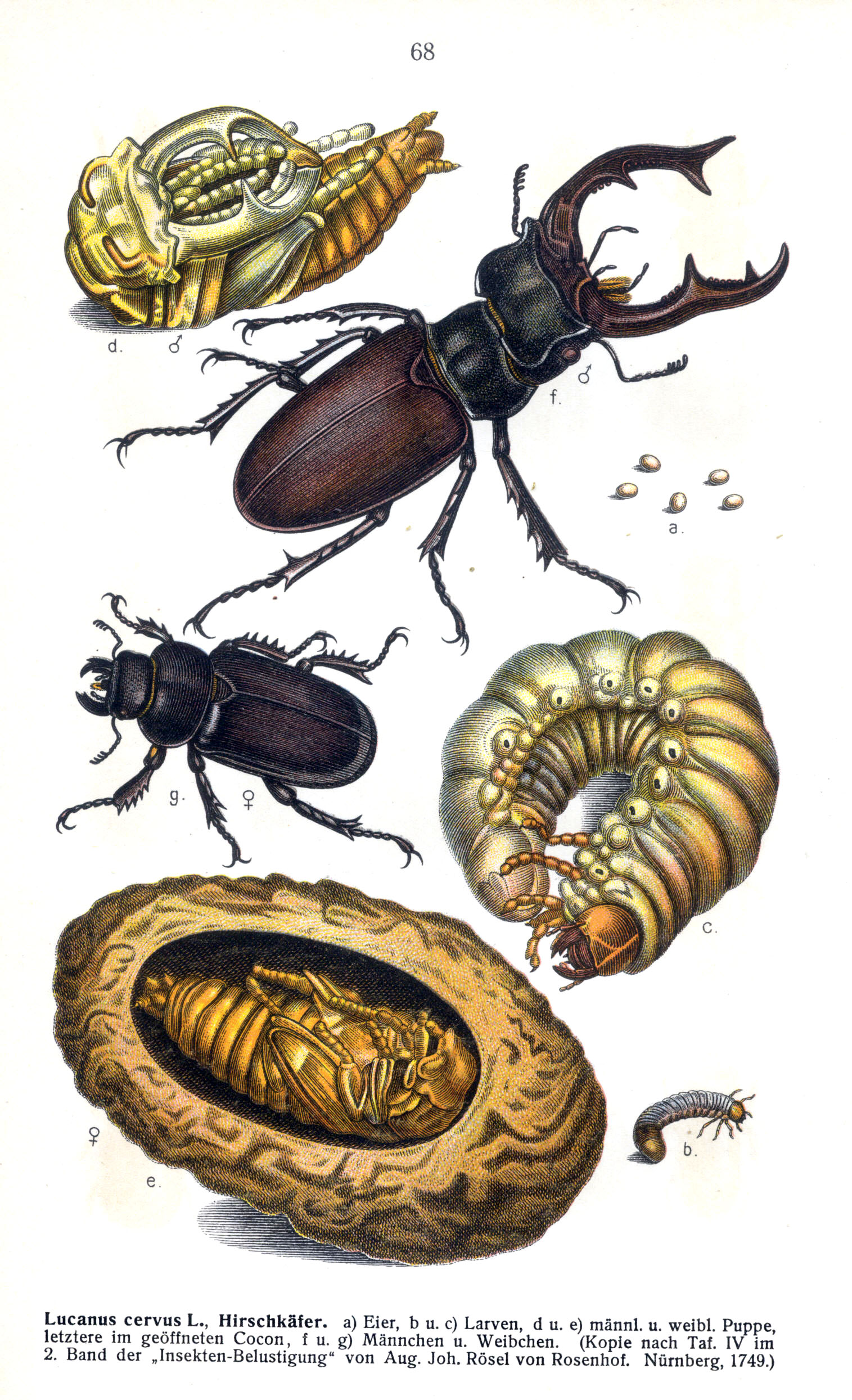
Nákresy larev a dospělců

Dospělí jedinci se objevují od konce května do začátku srpna a jsou nejvíce aktivní ve večerních hodinách. Samičky roháče kladou svá vajíčka do rozkládajícího se dřeva. Dospělí brouci žijí pouze několik měsíců a živí se nektarem a šťávou rostlin. Létají za soumraku a jejich pomalý let je doprovázen charakteristickým hluboce bzučivým zvukem. Samci létají mnohem častěji než samice.
U roháče obecného se projevuje pohlavní dimorfismus, který spočívá v tom, že samci mají větší kusadla a jsou i celkově větší než samice. Ačkoliv samčí kusadla vypadají hrozivěji, jsou příliš slabá na to, aby ublížila. Naopak menší kusadla samice mohou způsobit bolestivé kousnutí. Samčí kusadla se podobají paroží jelena a brouci je používají stejně jako jeleni k zápasu mezi sebou a tato podoba dala tomuto brouku vědecké i obecné jméno v mnoha jazycích.

### Nepřátelé
Přirozenými nepřáteli roháčů jsou straky, sojky, jezevci, lišky, ježci, kočky a hlavně datlové.

## Ochrana
Lucanus cervus je zapsán ve druhém dodatku směrnic lokalit Evropské unie z roku 1992, která požaduje, aby členské státy stanovily zvláštní území ochrany přírody pro ohrožené druhy. Druh je též zapsán ve třetím dodatku „Dohody o ochraně evropských živočichů a přírodních nalezišť“ (Bernská dohoda z roku 1982).

## Seznam poddruhů
Nejznámějšími poddruhy jsou:
- Lucanus cervus cervus

samci: 35–92 mm, samice: 35–45 mm
Výskyt: Evropa
- Lucanus cervus akbesianus

samci: 50–100 mm, samice: 40–45 mm
Výskyt: Sýrie, Turecko
- Lucanus cervus judaicus

samci: 50–100 mm, samice: 40–50 mm
Výskyt: Sýrie, Turecko
- Lucanus cervus turcicus

samci: 35–75 mm, samice: 35–40 mm
Výskyt: Bulharsko, Řecko, Turecko

## Fotogalerie

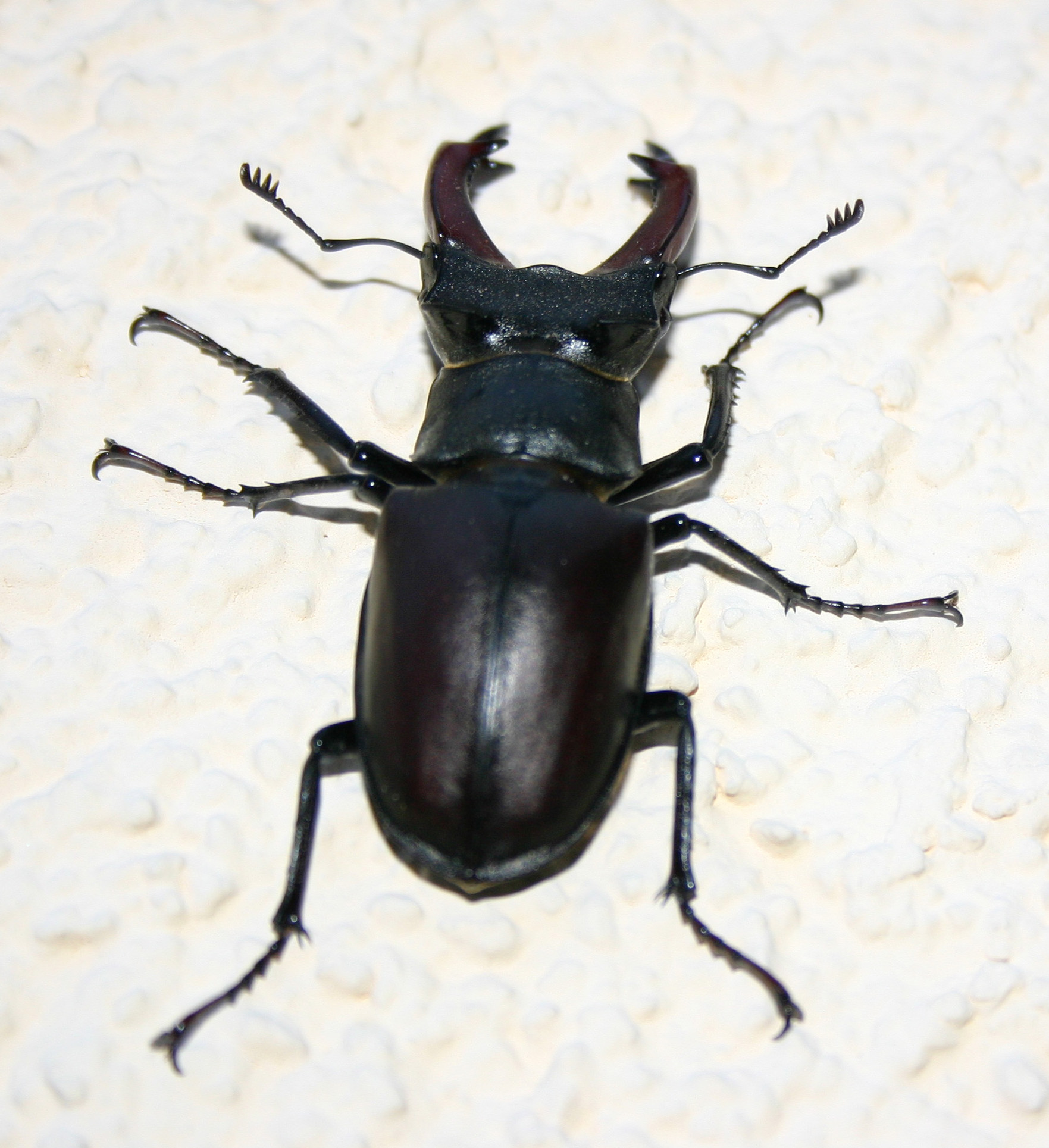
Samec roháče obecného
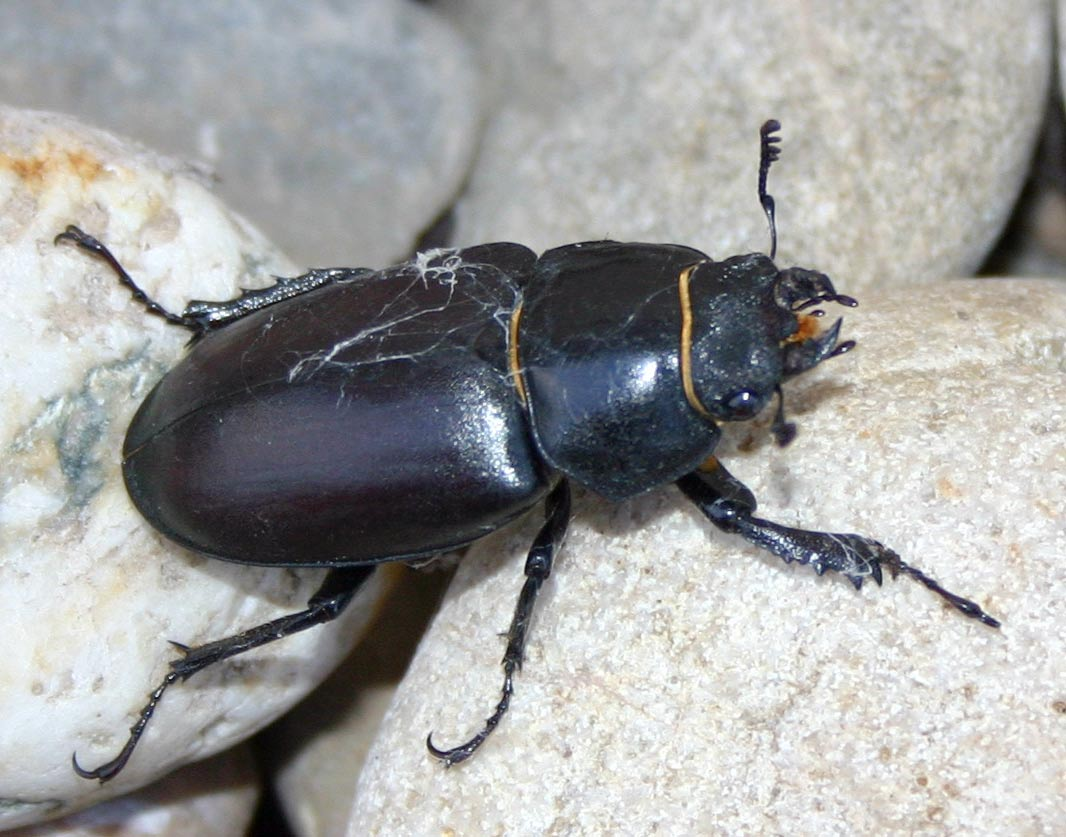
Samice roháče obecného má menší kusadla než samec
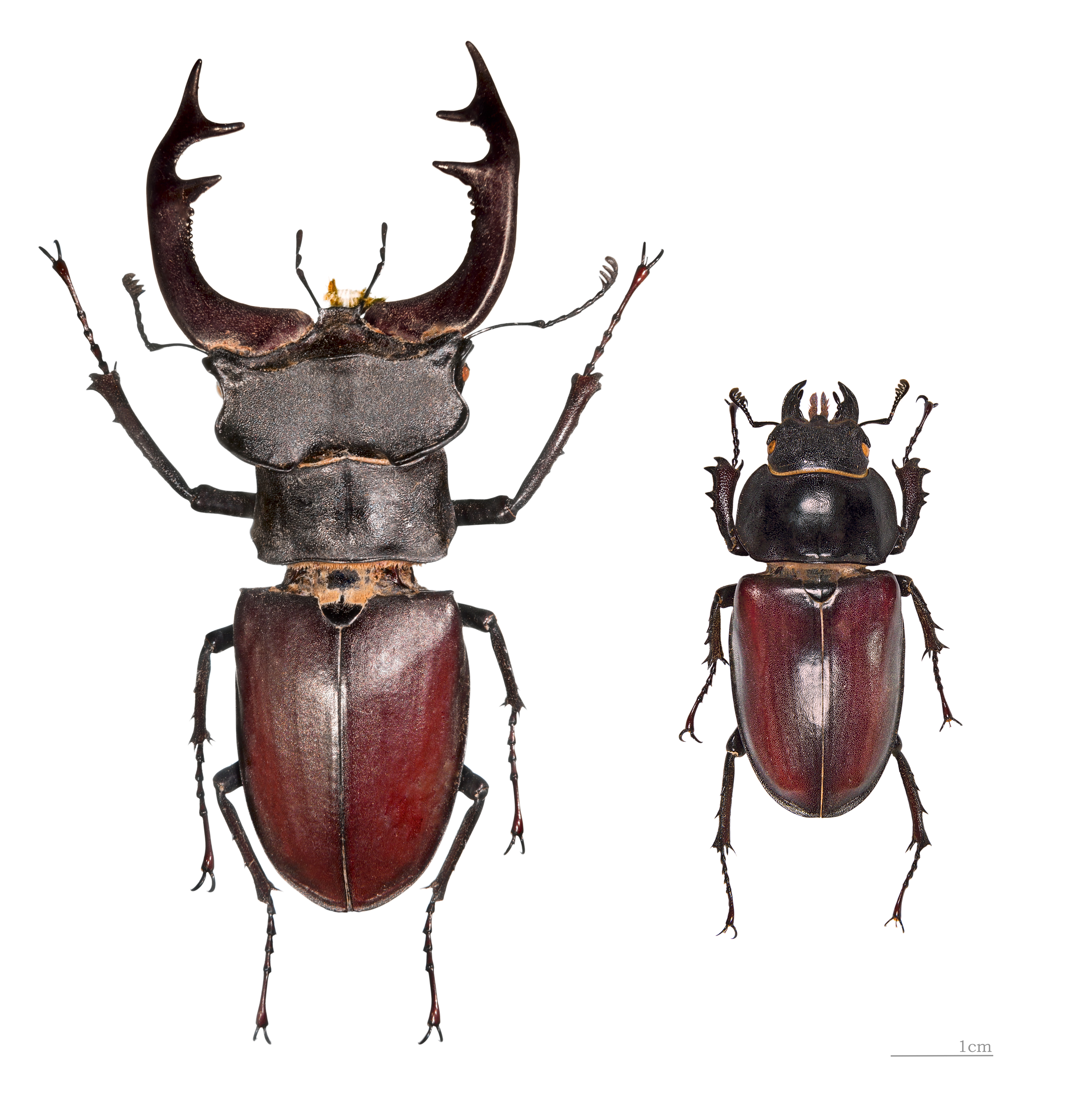
Pohlavní dimorfismus samce a samice
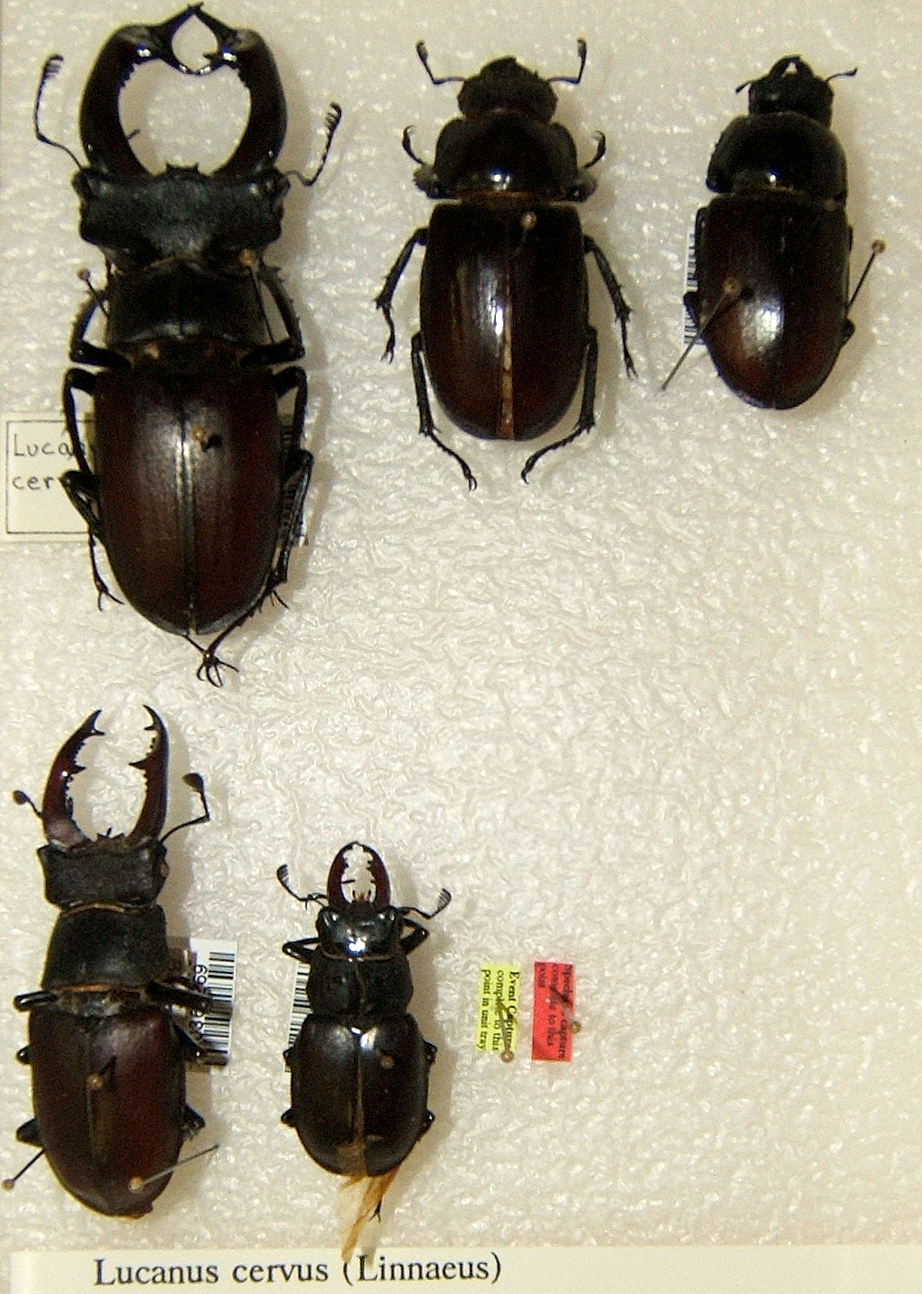
Variety roháče obecného (Lucanus cervus)
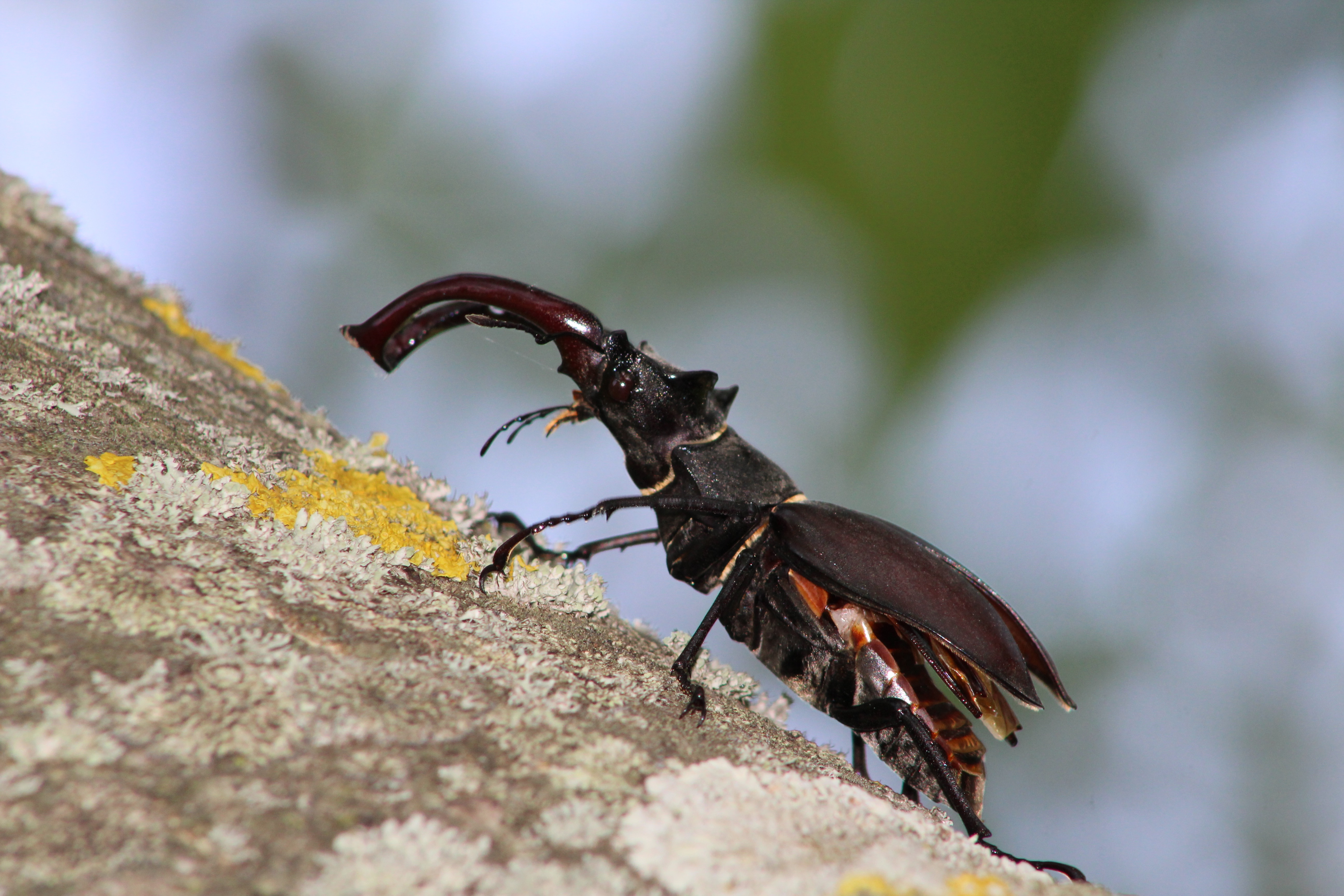
Samec roháče obecného z profilu